# Eugene Omoruyi
Eugene Omoruyi (Benin City, 14 de febrero de 1997) es un jugador de baloncesto nigeriano, con nacionalidad canadiense, que pertenece a la plantilla de los Toronto Raptors de la NBA, pero que se encuentra asignado a los Raptors 905 de la G League. Con 1,98 metros de estatura, juega en la posición de alero. 

## Trayectoria deportiva

### Universidad
Jugó tres temporadas con los Scarlet Knights de la Universidad Rutgers, en las que promedió 7,7 puntos, 4,7 rebotes y 1,4 asistencias por partido.
Para su temporada sénior fue transferido a los Oregon de la Universidad de Oregón, donde tuvo que pasar un año en blanco debido a la normativa de la NCAA. Allí promedió 17,1 puntos, 5,4 rebotes, 2,3 asistencias y 1,5 robos por partido, que le valió para ser incluido en el mejor quinteto de la Pac-12 Conference. Al término de la misma se declaró elegible para el Draft de la NBA.

#### Estadísticas
| Año     | Equipo  | PJ       | PT       | MPP      | %TC      | %3P      | %TL      | RPP      | APP      | ROB      | TPP      | PPP      |
| ------- | ------- | -------- | -------- | -------- | -------- | -------- | -------- | -------- | -------- | -------- | -------- | -------- |
| 2016–17 | Rutgers | 33       | 11       | 12.0     | .349     | .000     | .625     | 2.2      | 1.0      | .5       | .3       | 2.4      |
| 2017–18 | Rutgers | 32       | 7        | 21.7     | .473     | .000     | .541     | 5.0      | 1.0      | .9       | .8       | 7.9      |
| 2018–19 | Rutgers | 28       | 26       | 29.2     | .445     | .311     | .714     | 7.2      | 2.4      | .7       | .3       | 13.8     |
| 2019–20 | Oregon  | Redshirt | Redshirt | Redshirt | Redshirt | Redshirt | Redshirt | Redshirt | Redshirt | Redshirt | Redshirt | Redshirt |
| 2020–21 | Oregon  | 28       | 28       | 30.6     | .473     | .376     | .765     | 5.4      | 2.3      | 1.5      | .6       | 17.1     |
| Total   | Total   | 121      | 72       | 22.8     | .453     | .324     | .674     | 4.8      | 1.6      | .9       | .5       | 9.9      |

### Profesional
Tras no ser elegido en el Draft de la NBA de 2021, el 13 de agosto firmó un contrato dual con los Dallas Mavericks, que le permite jugar además en su filial de la G League, los Texas Legends. El 15 de diciembre, sufrió una lesión que puso fin a la temporada mientras jugaba con los Legends, y el 26 de diciembre, los Mavericks lo despidieron.
El 2 de julio de 2022 firmó un contrato dual con los Oklahoma City Thunder. Su contrato fue estándar el 10 de febrero de 2023, pero fue cortado tres días después.
El 3 de marzo de 2023, firma un contrato de 10 días con Detroit Pistons, renovando el 13 de marzo por otros 10 días, y firmando hasta final de temporada el 23 de marzo.
El 12 de julio de 2023 firmó un contrato dual con los Washington Wizards.
Tras una temporada en Washington, el 21 de agosto de 2024, es cortado por los Wizards. El 25 de septiembre firma con Minnesota Timberwolves, pero el 18 de octubre es cortado antes del inicio de la temporada. El 21 de noviembre se unió a los Raptors 905, y el 8 de enero de 2025 firmó un contrato de 10 días con los Toronto Raptors, siendo asignado dos veces a 905.

## Estadísticas de su carrera en la NBA

### Temporada regular
| Año     | Equipo        | PJ | PT | MPP  | %TC  | %3P  | %TL  | RPP | APP | ROB | TPP | PPP |
| ------- | ------------- | -- | -- | ---- | ---- | ---- | ---- | --- | --- | --- | --- | --- |
| 2021-22 | Dallas        | 4  | 0  | 4.5  | .400 | .500 | .500 | 1.8 | .5  | .0  | .0  | 1.8 |
| 2022-23 | Oklahoma City | 23 | 2  | 11.8 | .468 | .258 | .607 | 2.3 | .5  | .6  | .0  | 4.9 |
| 2022-23 | Detroit       | 17 | 4  | 21.9 | .425 | .293 | .723 | 3.5 | 1.0 | .8  | .2  | 9.7 |
| 2023-24 | Washington    | 43 | 0  | 9.1  | .485 | .283 | .653 | 2.0 | .8  | .6  | .1  | 4.8 |
| Total   | Total         | 87 | 6  | 12.1 | .460 | .285 | .664 | 2.3 | .7  | .6  | .1  | 5.7 |